# Януш Крупський
Януш Крупський (пол. Janusz Krupski; 9 травня 1951, Люблін — 10 квітня 2010, Смоленськ) — польський історик, активіст демократичної опозиції в комуністичній Польщі (PRL), цивільний службовець.

## Життєпис
- У 1970–1975 рр. він був студентом Люблінського католицького університету.
- У 1976 р. — він увійшов до складу Клубу католицької інтелігенції у м. Варшаві.
- У 1977–1988 рр. він редагував незалежний журнал поза цензурою «Spotkania».
- У 1980 р. прийшов до влади у регіональну Раду організації «Солідарність» в м. Гданську.

За його роботу неодноразово його переслідували й репресували офіцери державної «Служби Безпеки» (PRL). Під час Польської Народної Республіки діяв у опозиції.
Під час воєнного стану в Польщі (1981–1983 рр.) — був інтернований.
Був викрадений й вивезення в лісову пущу «Kampinoska» (в сільській місцевості «Truskaw»), його утримували три співробітники незалежної групи «D» Департаменту IV (MSW) під командуванням капітана Гжэгоша Петровського. Потім, йому нанесли тяжкі опіки їдкою хімічною рідиною 21 січня 1983 р., у чому брав участь особисто й капітан Гжегош Пйотровський (який пізніше також став убивцею священика Єжи Попелюшко). Врешті Януш Крупський отримав опіки першої та другої ступені.
- У 1990–1992 рр. він був директором видання «Editions Spotkania». Він також взяв участь у роботі парламентської комісії з розслідування наслідків Надзвичайного військового стану в Польщі (1981–1983 рр.) й Конституційної комісії підзвітності.
- З 1993 р. мав своє видавництво «Krupski i S-ka».
- З 2000 р. до 2006 р. він займав посаду заступника президента Інституту національної пам'яті.
- 19 травня 2006 р. був призначений керівником Управлення у справах ветеранів й репресованих осіб.

Загинув 10 квітня 2010 р. у авіакатастрофі під м. Смоленськом у складі урядової делегації Польщі. Через десять днів він був похований в кварталі військового кладовища «Пав'язки» в м. Варшава.
16 квітня 2010 р. посмертно нагороджений Великим Хрестом Ордена Відродження Польщі.

## Особисте життя
Януш Крупський був одружений, виховував сімох дітей: Петро, Павло, Фома, Лука, Ян, Марія й Тереза. Мешкав у Градзіску Мазовецькім. Був членом «Товариства свободи слова».